# معركة ليفونيون
كانت معركة ليفونيون أول انتصار روماني حاسم في الاسترداد الكومنيني. في 29 أبريل 1091، جرى فيها سحق قوة غازية من البجناك من قبل القوات المشتركة للإمبراطورية البيزنطية تحت قيادة ألكسيوس الأول كومنينوس وحلفائه الكومان.

## المعركة
كسب أليكسيوس الكومان عبر إغرائهم بالذهب مقابل المساعدة ضد البجناك، سارع الكومان للانضمام إلى أليكسيوس وجيشه. في أواخر ربيع عام 1091، وصلت قوات الكومان إلى الأراضي الرومانية، واستعد الجيش المشترك للتقدم ضد البيشناك. في يوم الاثنين، 28 أبريل 1091، وصل ألكسيوس وحلفاؤه إلى معسكر البيشناك في ليفونيون بالقرب من نهر ماريتسا.
أخذ الرومان البجناك على حين غرة بهجوم مفاجئ، كانت المعركة التي دارت في صباح اليوم التالي في ليفونيون بمثابة مذبحة. أحضر محاربو البيجنك نساءهم وأطفالهم معهم، وكانوا غير مستعدين تمامًا لشراسة الهجوم الذي شن عليهم. شن الكومان والرومان هجوماً على معسكر العدو وقتلوا كل من في طريقهم. سرعان ما انهار البيشينك، وذبحهم الحلفاء المنتصرون بوحشية لدرجة أنهم كادوا أن يقضوا عليهم بالكامل. تم القبض على الناجين من قبل الرومان ونقلهم إلى الخدمة الإمبراطورية.